# 55. østlige længdekreds
Den 55. østlige længdekreds (eller 55 grader østlig længde) er en længdekreds, der ligger 55 grader øst for nulmeridianen. Den løber gennem Ishavet, Europa, Asien, det Indiske Ocean, det Sydlige Ishav og Antarktis.